# Domaniewek (województwo mazowieckie)
Domaniewek – wieś w Polsce położona w województwie mazowieckim, w powiecie pruszkowskim, w gminie Brwinów, nad rzeką Utratą. 
Wieś wchodzi w skład sołectwa Domaniew.
| SIMC    | Nazwa   | Rodzaj    |
| ------- | ------- | --------- |
| 0000543 | Stachów | część wsi |

W latach 1975–1998 miejscowość administracyjnie należała do województwa warszawskiego.